# Hobart (Indiana)
Hobart ist eine City im Lake County im US-Bundesstaat Indiana. Die Einwohnerzahl beträgt 27.939 (Stand 2019). Sie ist Teil der Metropolregion Chicago.

## Geschichte
Hobart wurde 1849 parzelliert. George Earle, ein englischer Einwanderer, kaufte Land vom Stamm der Potawatomi-Indianer, die einen Damm am Deep River bauten, wodurch der nahe gelegene Lake George entstand. Er benannte die Siedlung, die sich später zu Hobart entwickelte, nach seinem Bruder Frederick Hobart Earle, der England nie verlassen hatte.

## Demografie
Nach einer Schätzung von 2019 leben in Hobart 27.939 Menschen. Die Bevölkerung teilt sich im selben Jahr auf in 82,0 % Weiße, 6,9 % Afroamerikaner, 0,3 % amerikanische Ureinwohner, 2,2 % Asiaten, 0,1 % Ozeanier und 4,3 % mit zwei oder mehr Ethnizitäten. Hispanics oder Latinos aller Ethnien machten 14,1 % der Bevölkerung aus. Das mittlere Haushaltseinkommen lag bei 58.829 US-Dollar und die Armutsquote bei 12,2 %.

## Söhne und Töchter
- Tim Gill (* 1953), Unternehmer, Informatiker, Software-Entwickler und LGBT-Aktivist
- Mike Hatton (* 1978), Schauspieler, Filmproduzent, Filmregisseur, Drehbuchautor und Komiker
- Omar Apollo (* 1997), R&B-Sänger